# 小美玉市立美野里中学校
小美玉市立美野里中学校（おみたましりつみのりちゅうがっこう）は茨城県小美玉市部室（へむろ）にある公立の中学校。

## 部活動

### 運動部
- サッカー部
- 野球部
- 男子バスケ部
- 女子バスケ部
- 男子テニス部
- 女子テニス部
- 陸上部
- 女子バレーボール部
- 男子卓球部
- 女子卓球部
- 女子ソフトボール部
- 剣道部
- 柔道部

## 学校行事
- 4月
  - 離任式
  - 始業式
  - 入学式
  - 交通安全教室
- 5月
  - 修学旅行
  - 校外学習
  - 東茨城地区陸上
- 6月
  - 創立記念日
  - 東茨城地区総体
- 7月
  - 中央地区総体
  - 終業式
- 8月
  - 関東大会
- 9月
  - 始業式
  - 美中祭
  - 東茨城地区新人大会
- 10月
  - 中央地区新人大会
  - 美風祭
  - 県新人大会
- 11月
- 12月
  - 終業式
- 1月
  - 始業式
  - 第一学年スキー宿泊学習
- 2月
- 3月
  - 卒業式
  - 修了式

## 学区
小美玉市のうち竹原、竹原下郷、中野谷、上馬場、竹原中郷、小曽納、中台、花野井、大谷、羽鳥、堅倉、小岩戸、西郷地、柴高、鶴田、三箇、先後、橋場美、部室、納場、張星、江戸、羽刈、高田、手堤、大笹、寺崎

## 学区内の小学校
- 小美玉市立羽鳥小学校
- 小美玉市立竹原小学校
- 小美玉市立堅倉小学校
- 小美玉市立納場小学校

## 特徴
堅倉中学校と竹原中学校が合併して発足したため、学区が広く、県内でもトップクラスの大きさである。

## おもな卒業生
- 道口瑞之 - ミュージカル俳優